# 掟 (2024年の映画)
掟（おきて）は、第4代安芸高田市市長石丸伸二と安芸高田市議会の対立をモチーフにした劇団TRASHMASTERSの舞台公演『掟』を映画化した作品。2024年8月30日劇場公開。企画：奥山和由、監督：中津留章仁。

## 概要
東京都知事選挙の翌日である2024年7月8日、本作を翌8月30日に緊急公開することを発表した。2024年3月の企画たちあげから封切りまでわずか半年足らずである。

## ストーリー
汚職事件により市長と議員数名が辞職。東京に住む銀行員 高村誠也（森下庸之）は、汚職した市長の辞任を受けて副市長が無投票当選で市長に就任することを防ぐため、銀行を退職し市長選に出馬して当選、市長に就任。しかし、市議会議員の居眠りをSNSで拡散したことで、議会との対立が起き激化していく。そんな中、突如、高村は市長を辞任し、都知事選に出馬するのであった。

## 出演
- 市長 高村誠也：森下庸之
- 新聞記者 目黒省吾：星野卓誠
- 議長 菅沼佐吉：葛西和雄
- 議員：山本龍二
- 議員：藤木久美子
- 北澤議員：倉貫匡弘
- 議員：小杉勇二
- 楠木議員：渡辺哲
- 現副市長 佐山泰造：藤川三郎
- 財政管理課 課長 沖本順二：清水伸
- 森川由樹
- 三味線の会 梅田雅子：斉藤深雪
- 「タイムジャーナル」アナウンサー兼取材記者 糸谷優佳：杉本有美
- 「タイムジャーナル」アナウンサー兼取材記者 山崎大雅：長谷川景
- 熊田新次郎（楠木議員の友人)：佐々木梅治
- 居酒屋の店員 栗林美香：小崎実希子
- 居酒屋の店主 栗林大輔：伊藤洋三郎
- 辰巳琢郎

## スタッフ
- 脚本・監督：中津留章仁
- 企画・製作：奥山和由
- プロデューサー：豊里泰宏
- 撮影：吉沢和晃
- 照明：五味くれた
- 録音：西岡正巳
- 編集：洲﨑千恵子
- 音楽：高畠洋
- 助監督：土岐洋介
- スタイリスト：岩田友裕
- ヘアメイク：伊藤里香
- 制作担当：牧義寛
- ラインプロデューサー：高瀬博行
- 配給：Santa Barbara Pictures
- 企画協力：トラッシュマスターズ
- 協力：太秦
- 制作プロダクション：シンクイ
- 製作：チームオクヤマ

## ロケ地
撮影は埼玉県久喜市と東京都日野市で行った。

## エピソード
- 映画化決定の告知とともに、Xなどで様々な臆測が飛び交うことになった。それを受けて、監督及び主演が「この作品は石丸氏を礼賛するものではない。安芸高田市政を通して、今後の地方自治体の在り方を問うのが主題である」「モデルのイメージが色濃くはあるが、フィクションとして、フラットに目を開き"そこで起きていること"を観て貰いたい」という声明を出すこととなった。[8]

- 上映当初、冒頭に石丸氏の都知事出馬記者会見のドキュメンタリー映像（約5分）を流していたが、半月後の上映より削除された。これは、監督の「この映画を戯曲の映画化として観て欲しい、そして何よりもテーマを正確に伝えたい」という強い要望でよるもの。これにより、同市長の事象を俯瞰する舞台版に近い内容となった。[9]
- 石丸氏はXで「事前に制作の断りがあった以外は何も関知していません。また、本件を通して私は何の報酬も得ていません」とツイート。